# Lupinus bolivianus
Lupinus bolivianus es una especie de planta con flor, leguminosa, en la familia de las Fabaceae.
Es endémica de Bolivia.